# The Last Rites of Jeff Myrtlebank
The Last Rites of Jeff Myrtlebank este episodul 88 al serialului american Zona crepusculară. A fost difuzat inițial pe 23 februarie 1962 pe CBS.

## Prezentare

### Introducere
| “ | Perioada este mijlocul anilor 1920. Locul este cea mai sudică regiune a Vestului Mijlociu. Tocmai participăm la o înmormântare, una care nu s-a desfășurat exact așa cum era planificată, din cauza unor precipitații neînsemnate din Zona crepusculară. | ” |

### Intriga
La mijlocul anilor 1920, într-o mică așezare rurală din „cea mai sudică regiune a Vestului Mijlociu”, un bărbat pe nume Jeff Myrtlebank revine la viață în timpul propriei înmormântări, fapt care-i înspăimântă pe cei prezenți. Locuitorii sunt convinși că bărbatul este posedat de o stafie, în ciudat declarațiilor doctorului care susține că de vină este o boală care imită moartea; inima i s-a oprit cu câteva zile înainte după ce a pierdut  lupta cu gripa. Deși pare normal, există anumite schimbări în comportamentul lui Jeff: a început să-i placă munca, are o forță incredibilă și mănâncă foarte puțin.
Locuitorii și medicul continuă să discute întâmplarea, iar acesta din urmă dezvăluie că inima lui Jeff s-a oprit complet, nu a reacționat când a fost înțepat cu ace și a încetat să mai respire. Toată lumea cugetă cu privire la cele întâmplate în zilele în care trupul neînsuflețit al lui Jeff era pregătit pentru înmormântare, respectiv despre modul în care a reînviat.
Când merge să-și viziteze prietena, acesta îi aduce un buchet de trandafiri, dar descoperă că toate florile sunt moarte. De teamă, Comfort nu-l lasă pe Jeff să o atingă. La plecare, fratele ei mai mare în confruntă și îi spune să nu mai revină la casa lor, afirmație care declanșează un conflict. Jeff îl învinge cu ușurință, lovindu-l cu pumnul în față. Este pentru prima dată când face acest lucru, în trecut fiind învins de fiecare dată de fratele lui Comfort.
După luptă, locuitorii așezării se întâlnesc și convin asupra faptului că trebuie să înfrunte răul prezent în comunitate. Comfort îi spune lui Jeff o mulțime furioasă se îndreaptă spre casa sa și mărturisește că îl iubește. Acesta o cere în căsătorie, dar înainte ca ea să poată răspunde, locuitorii sosesc pentru a-l confrunta pe demonul care posedă trupul lui Jeff. Grupul îi cere să părăsească comunitatea. Tânărul insistă ca prietena sa să-i răspundă mai întâi la întrebare; Comfort este de acord să-i devină soție și să-l urmeze oriunde are de gând să plece. Apoi Jeff susține un discurs prin care le aduce locuitorilor la cunoștință că sunt confuzi și n-ar trebuie să fie speriați de el. De asemenea, îi amenință că, dacă ar avea dreptate, ar fi în interesul lor să-l trateze cu respect. Aceștia acceptă sfatul său și promit să participe la nunta celor doi.
După ce mulțimea se împrăștie, Comfort îl întreabă dacă chiar ar putea înfăptui lucrurile respective, iar Jeff îi spune că a mințit. În timp ce vorbește, acesta scoate o pipă și un chibrit, care se aprinde singur. Când Comfort îl întreabă cum a făcut acest lucru, Jeff râde și îi spune că are vedenii. Își pune brațul în jurul umerilor ei, iar în timp ce se îndreaptă spre casă, poarta gardului se închide singură în urma lor.

### Concluzie
| “ | Jeff și Comfort sunt încă în viață, iar unicul lor fiu este senator al Statelor Unite. Acesta este remarcat ca un politician neobișnuit de inteligent, iar unii cred că și-a urmat studiile în Zona crepusculară. | ” |

## Distribuție
- James Best - Jeff Myrtlebank
- Sherry Jackson - Comfort Gatewood
- Edgar Buchanan - medicul Bolton
- Lance Fuller - Orgram Gatewood
- Dub Taylor - Peters
- Ralph Moody - Pa Myrtlebank
- Ezelle Poule - Ma Myrtlebank
- Helen Wallace - Ma Gatewood
- Vickie Barnes - Liz Myrtlebank
- Jon Lormer - Strauss
- James Houghton - Jerry
- William Fawcett - preotul Siddons